# بولعوان (امزورة)
بولعوان هي إحدى مشيخات المملكة المغربية، تتبع جغرافيا لإقليم سطات وإداريًا لامزورة. يقدر عدد سكانها بـ 3249 نسمة حسب الإحصاء الرسمي للسكان والسكنى لسنة 2004.